# Сельское поселение Старое Вечканово
Сельское поселение Старое Вечканово — муниципальное образование в Исаклинском районе Самарской области.
Административный центр — село Старое Вечканово.

## Административное устройство
В состав сельского поселения Старое Вечканово входят:
- посёлок Семь Ключей
- посёлок Сокский
- село Старое Вечканово
- деревня Черная Речка